# Hugo el Abad
Hugo llamado el Abad (muerto en mayo de 886) era un miembro de los Güelfos (Welf), familia que tuvo gran influencia tanto en Francia como en Alemania, y que mantuvo durante algún tiempo el control de la herencia de los robertinos. Era hijo de Conrado I de Borgoña y Adelaida (hija de Hugo de Alsacia).

## Biografía
Tras la muerte de Roberto el Fuerte (con cuya mujer estaba emparentado), fue tutor de sus hijos durante su minoría de edad.
Su padre fue el Conde de París; su tío conde-obispo de Saint-Riquier, su tía era la famosa emperatriz Judith, segunda esposa de Ludovico Pío, lo que le convertía en primo hermano de Luis el Germánico, Lotario I y Carlos el Calvo. 
Se convirtió en clérigo y se le proporcionó la abadía de Saint-Germain d'Auxerre. Sin embargo, no era un abad laico (también llamado "protector del monasterio"), sino un auténtico hombre de la iglesia a pesar de que en aquella época no era sencillo distinguir a los condes de los prelados y de los grandes abades. 
Carlos el Calvo le envió en misión a la región de Nivernés. Hugo, como súbdito leal, siguió la tendencia por parte de la Iglesia de apoyar a los Carolingios contra los feudales. Durante la rebelión de 858, había acogido a Carlos el Calvo en Borgoña, por entonces era enemigo declarado de Roberto el Fuerte. Cuando este recuperó el favor, Hugo el abad fue desposeído de todas sus dignidades eclesiásticas y se exilió en Lotaringia. 
Allí Hugo pasó a ser arzobispo de Colonia en 864, aunque esto fue algo efímero, ya que regresó a Francia tras ser llamado por Carlos el Calvo. En 866, al morir Roberto el Fuerte, Hugo el abad recibió todas las abadías (entre ellas Marmoutier y Saint-Martin de Tours), todos sus condados e incluso el mando militar entre el Sena y el Loira.
Eudes y Roberto, hijos de Roberto el Fuerte, no heredaron los cargos de su padre, sino sólo unas propiedades en la zona de Beauce y en Turena. Hugo el Abad se encargó de su cuidado, a pesar de haber sido enemigo de su padre. 
Hugo tenía un complejo carácter, a la vez guerrero y pacífico, con un sentido político y una altura de miras no muy comunes en su época. Peleó con constancia y fortuna contra los Normandos, siguiendo en ello a Roberto el Fuerte y ampliando su mando hasta el norte de Francia. Así logró ser archicapellán de la corte, y consejero de Luis II, de Luis III y Carlomán. 
Su idea política frente a los Normandos, era mantener la concordia entre los príncipes carolingios a pesar de sus rivalidades y divergencias continuas, para lo que tuvo que hacer uso de sus dotes políticas, alternando fuerza y diplomacia. El 15  de octubre de 879, Bosón, cuñado de Carlos el Calvo conde de Troyes, de Mâcon,  de Chalon y de Vienne y duque de  Provenza, se había hecho nombrar rey de Provenza casi por sorpresa. Hugo respondió uniendo a todos los carolingios y derrotó a Bosón.
En 885-886, participó en  la defensa de Paris contra los Vikingos y en la defensa de Orléans donde murió el 12 mayo de 886, siendo sucedido por Enrique de Franconia.
- Datos: Q698303